# Trasporti in Campania

Posizione della regione

I trasporti in Campania consistono di un sistema infrastrutturale suddiviso in linee ferroviarie, aeroportuali, autostradali e stradali.

## Il sistema ferroviario

### Rete ferroviaria
Al 2020, la rete ferroviaria della Campania si estende per un totale di 1383 km di binari, di cui 1.089 gestiti da RFI e i restanti dall'Ente Autonomo Volturno (EAV). Essa comprende 118 stazioni operative.
Nel 2023, la rete ferroviaria campana registra la circolazione di 247 treni al giorno, con un flusso di circa 240.000 passeggeri quotidiani. Complessivamente, vi sono 1.271 corse giornaliere, suddivise tra 672 operate da Trenitalia (linee regionali, nazionali e linea 2 del Servizio ferroviario metropolitano di Napoli) e 600 dall'EAV.
Dal punto di vista tecnico, la rete ferroviaria è composta da:
- 736 km a doppio binario e 647 chilometri a binario semplice;
- 1.176 km di binario elettrificato e 207 chilometri non elettrificati;
- 803 km dotati di sistema SCMT (Sistema di Controllo Marcia Treno) e 197 km con sistema SSC (Sistema di Supporto alla Condotta).[1]

Come nel resto del paese, le linee ferroviarie campane si suddividono in due tipologie: le linee di proprietà statale e quelle di proprietà regionale, queste ultime un tempo definite concesse in quanto gestite da società private in regime di concessione.

#### Rete statale
Le ferrovie statali sono gestite da RFI, società del gruppo Ferrovie dello Stato, competente per quanto riguarda la manutenzione e la sicurezza degli impianti, la vendita delle tracce di circolazione e l'esercizio delle stazioni ferroviarie afferenti alle linee. Per quanto riguarda le ferrovie ubicate sul territorio della regione, esse appartengono al compartimento di Napoli.
Le linee ferroviarie fondamentali sono:
- Roma-Cassino-Napoli
- Napoli-Foggia
- Roma-Formia-Napoli
- Napoli-Salerno
- Salerno-Reggio Calabria
- Battipaglia-Potenza-Metaponto

Quelle complementari, invece, sono:
- Torre Annunziata-Castellammare di Stabia-Gragnano
- Cancello-Torre Annunziata
- Benevento-Campobasso
- Avellino-Rocchetta Sant'Antonio
- Cancello-Avellino
- Salerno-Mercato San Severino
- Benevento-Avellino
- Sicignano degli Alburni-Lagonegro
- Sparanise-Gaeta
- Vairano-Isernia
- Codola-Nocera Inferiore

#### Rete regionale
Le ferrovie regionali sono in gestione all'Ente Autonomo Volturno:
- Napoli-Nola-Baiano
- Diramazione Pomigliano d'Arco-Acerra
- Napoli-Ottaviano-Sarno
- Napoli-Scafati-Poggiomarino
- Napoli-Sorrento
- Napoli-Centro Direzionale-San Giorgio
- Ferrovia Cumana
- Ferrovia Circumflegrea
- Napoli-Caserta-Piedimonte Matese (Alifana)
- Benevento-Valle Caudina-Cancello

### I servizi
I servizi ferroviari di trasporto pubblico rientrano in quattro tipologie:
- trasporto a lunga percorrenza, effettuato da Trenitalia con convogli di tipo InterCity (Italia), Frecciabianca, Frecciargento e Frecciarossa allo scopo di connettere le grandi città fra loro;
- trasporto regionale, svolto da diverse società sulla base di contratti di servizio stipulati con la regione che ne sovvenziona in parte i costi e determina le tariffe;
- servizio metropolitano/suburbano: si tratta di un sottoinsieme del trasporto regionale il quale intende garantire delle corse cadenzate fra Napoli, i centri della sua area metropolitana.

I servizi regionali e quelli suburbani sono svolti da EAV sia sulle linee statali sia su quelle regionali. La linea 2 è gestita invece da Trenitalia.
La rete metropolitana/suburbana, quella regionale e la rete della metropolitana di Napoli formano il sistema del trasporto su ferro dell'area metropolitana napoletana.

## Il sistema aeroportuale
Il servizio aeroportuale della Campania è formato da due aeroporti principali che gestiscono ogni anno un traffico che supera i  milioni di passeggeri e rappresentano uno dei sistemi aeroportuali più importanti d'Italia:
- L'hub intercontinentale di Aeroporto di Napoli-Capodichino (NAP), situato nel comune di Napoli e collegato al centro cittadino con il servizio su gomma ALIBUS e con diverse linee di bus.
- L'Aeroporto di Salerno-Pontecagnano (QSR) che ospita esclusivamente il traffico europeo e low-cost, si trova a tra i comuni di Bellizzi e Pontecagnano in provincia di Salerno.

## Il sistema stradale e autostradale
Al 2020, la rete viaria della Campania consta di ben 9.300 km di strade: 444 km sono autostrade, 1580 km sono classificate come strade statali, 7589 km sono strade regionali e provinciali e 1687 km altre strade di interesse nazionale.

### Il sistema autostradale
Le autostrade che attraversano il territorio camopano sono le seguenti:
- A1 o Autostrada del Sole congiunge Napoli con Milano via Roma, Firenze, Bologna;
- A3 congiunge Napoli con Salerno;
- A16 o Napoli-Canosa o anche Autostrada dei Due Mari congiunge Napoli con Canosa di Puglia;
- A30 congiunge Caserta con Salerno.
- A56 - Tangenziale di Napoli.

### Il sistema stradale
| Strade statali |
| --- |
| - Strada statale 6 Via Casilina - Strada statale 6 dir Via Casilina - Strada statale 7 Via Appia - Strada statale 7 bis di Terra di Lavoro - Strada statale 7 dir/C Via Appia - Strada statale 7 quater Via Domitiana - Strada statale 7 var Variante Formia-Garigliano - Strada statale 18 Tirrena Inferiore - Strada statale 19 delle Calabrie - Strada statale 19 ter Dorsale Aulettese - Nuova strada Anas 30 di Montereale Valcellina - Strada statale 85 Venafrana - Strada statale 87 Sannitica - Strada statale 87 NC - Strada statale 88 dei Due Principati - Strada statale 88 bis di Montevergine - Strada statale 90 delle Puglie - Strada statale 91 della Valle del Sele - Strada statale 91 bis Irpina - Strada statale 95 di Brienza - Strada statale 103 di Val d'Agri - Strada statale 104 di Sapri - Strada statale 145 Sorrentina - Strada statale 158 della Valle del Volturno - Strada statale 162 della Valle Caudina - Strada statale 162 NC Asse Mediano - Strada statale 162 dir del Centro Direzionale - Strada statale 162 racc - Strada statale 163 Amalfitana - Strada statale 164 delle Croci di Acerno - Strada statale 165 di Mater Domini - Strada statale 166 degli Alburni - Strada statale 212 della Val Fortore - Strada statale 264 del Basso Volturno - Strada statale 265 dei Ponti della Valle - Strada statale 266 Nocerina - Strada statale 267 del Cilento - Strada statale 268 del Vesuvio - Strada statale 269 del Faito - Strada statale 270 dell'Ischia Verde - Strada statale 276 dell'Alto Agri - Strada statale 303 del Formicoso - Strada statale 366 di Agerola - Strada statale 367 Nolana Sarnese - Strada statale 368 del Lago Laceno - Strada statale 369 Appulo Fortorina - Strada statale 371 della Valle del Sabato - Strada statale 372 Telesina - Strada statale 373 di Ravello - Strada statale 374 di Summonte e di Montevergine - Strada statale 381 del Passo delle Crocelle e di Valle Cupa - Strada statale 399 di Calitri - Strada statale 400 di Castelvetere - Strada statale 401 dell'Alto Ofanto e del Vulture - Strada statale 403 del Vallo di Lauro - Strada statale 414 di Montecalvo Irpino - Strada statale 425 di Sant'Angelo dei Lombardi - Strada statale 426 di Polla - Strada statale 428 di Villamaina - Strada statale 430 della Valle del Garigliano - Strada statale 488 di Rocca d'Aspide - Strada statale 517 Bussentina - Strada statale 562 del Golfo di Policastro - Strada statale 574 del Monte Terminio - Strada statale 598 di Fondo Valle d'Agri - Strada statale 607 di Riardo - Strada statale 608 di Teano - Strada statale 625 della Valle del Tammaro - Strada statale 686 di Quarto - Strada statale 691 Fondo Valle Sele - Strada statale 700 della Reggia di Caserta - Strada statale 734 di Petina - Strada statale 743 Nerico-Bella Muro |